# Дело Карима Масимова (2022—2023)
В начале 2023 года генеральный прокурор Казахстана Берик Асылов назвал Карима Масимова главным организатором массовых беспорядков в январе 2022 года.

## Причины
Казахский политолог Данияр Ашимбаев обратил внимание, что при массовых беспорядках ни одно из подразделений комитета национальной безопасности, возглавляемого Масимовым, не было замечено на первом этапе борьбы с террористами: «Всё это говорит о том, что как минимум КНБ либо прозевал эту ситуацию, либо о том, что какие-то силы внутри КНБ были задействованы в создании подобной организации (лагерей террористов). Возникает вопрос о компетентности господина Масимова, либо его сопричастности. Целью террористов мог быть госпереворот, который завершился бы провозглашением нового государства или смещением с поста президента Токаева и продавливанием других кандидатов».
Позже следствие подтвердило, что во время беспорядков Масимов и его заместитель — директор службы спецназа «А» Садыкулов — дали команды подчиненным покинуть здания департаментов КНБ. По приказу руководителей спецслужбы были оставлены на разграбление департаменты КНБ города Алматы, Алматинской и Кызылординской областей, где боевики беспрепятственно вошли в здания и захватили боевое оружие, которые позже применили против мирных граждан и безоружных сотрудников органов правопорядка.
В результате беспорядков погибли 238 человек, включая 19 силовиков, ранены более 4300 человек. Впоследствии президент Касым-Жомарт Токаев сменил в правительстве восемь из 16 министров, бывший глава государства Назарбаев был смещен с поста лидера правящей партии «Нур Отан» и лишен титула отца нации (елбасы). Должностей также лишились родственники экс-президента.

## Арест
5 января 2022 года после заседания Совета безопасности президент Казахстана Касым-Жомарт Токаев освободил Карима Масимова от должности председателя КНБ на фоне массовых беспорядков в стране. На следующий день он был задержан по делу о государственной измене (статья 175 части 1 Уголовного кодекса Республики Казахстан) и помещён в изолятор временного содержания. Вместо Масимова новым главой казахстанской нацбезопасности стал бывший руководитель государственной охраны Токаева Ермек Сагимбаев.
По словам генерального прокурора Казахстана, детали уголовного дела и судебного заседания засекретили, как содержащие государственную тайну, и сведения, касающиеся внешнеполитической, контрразведывательной и оперативно-розыскной деятельности, и их разглашение может нанести ущерб интересам национальной безопасности.
Как отметил генеральный прокурор, в результате расследования было установлено, что весь 2021 год скрытно шла подготовка исполнителей для применения радикальных мер. В числе исполнителей были организованные преступные группы. Они набирали людей, вооружались, закупали рации и транспорт.

## Расследование
13 января 2022 года в Казахстане началось досудебное расследование по факту государственной измены в отношении бывшего главы Комитета национальной безопасности Карима Масимова. С 27 января делу присвоен гриф «совершенно секретно», в связи с чем детали уголовного дела не разглашались, что препятствовало независимому общественному контролю расследования.
25 августа Комитет национальной безопасности (КНБ) объявил, что завершил расследование уголовного дела в отношении бывшего руководства комитета национальной безопасности, в том числе Каримова Масимова. По данным Комитета, действия Масимова и Садыкулова были квалифицированы по статьям 175, часть 1 (государственная измена), 179, часть 3 (насильственный захват власти) и 362, часть 4, пункт 3 (превышение власти и служебных полномочий) Уголовного кодекса РК. Срок ареста Масимова был продлен до 6 октября.

## Приговор
В начале 2023 года генеральный прокурор Казахстана Берик Асылов назвал Масимова главным организатором массовых беспорядков в январе 2022 года. 24 апреля 2023 года специализированный межрайонный суд по уголовным делам города Астаны признал бывшего председателя Комитета национальной безопасности Казахстана виновным в государственной измене, насильственном захвате власти, превышении должностных полномочий и приговорил к 18 годам лишения свободы с конфискацией имущества и пожизненным запретом занимать должности на госслужбе.
Вместе с Масимовым были осуждены Анвар Садыкулов, Даулет Ергожин и Марат Осипов, которых приговорили к 16, 15 и 3 годам лишения свободы соответственно, и лишению званий генералов и государственных наград. 16 июня Апелляционная коллегия по уголовным делам суда города Астаны рассмотрела жалобы всех четверых осужденных и их защитников; и изменила приговор первым трём в части вида учреждения для отбывания наказания с максимальной на среднюю безопасность, в остальной части оставив приговор без изменений.
28 июня 2024 года комиссия по вопросам помилования при Президенте Казахстана отказала Масимову в помиловании.

### Конфискованное имущество
Во время обысков по уголовному делу у Масимова и его родственников было изъято более 10 млрд тенге и 24 млн долларов США, которые по приговору суда были взысканы в доход государства.
У Масимова было изъято 17,2 миллиона долларов США наличными, золотые слитки, антиквариат, брендовые часы, 11 дорогих машин бизнес-класса, две элитные квартиры в столице, две квартиры и особняк в Алматы, земельный участок на берегу озера в Щучинско-Боровской курортной зоне. У близких и родственников Масимова было изъято 5,1 миллиона долларов США. Следователи обнаружили, что генерал-лейтенант нацбезопасности получал взятки в виде недвижимости, дорогих подарков, среди которых — культурные ценности. Будучи премьер-министром, он стал обладателем элитного гостевого дома и земельного участка в столице стоимостью около 2,5 миллиарда тенге — роскошный подарок Масимову передала бизнес-структура, которую открыто не называют. Следственной бригаде удалось вернуть в казну страны около 3 миллионов долларов, незаконно вывезенных бывшими руководителями спецслужб в Гонконг и Арабские Эмираты.

## Последующее дело
В ноябре 2023 года КНБ Казахстана сообщил, что в отношении Масимова возбуждено новое уголовное дело об отмывании денег (статья 366 УК Казахстана) и получении взятки в особо крупном размере (статья 218 УК Казахстана).